# Lothar Krell

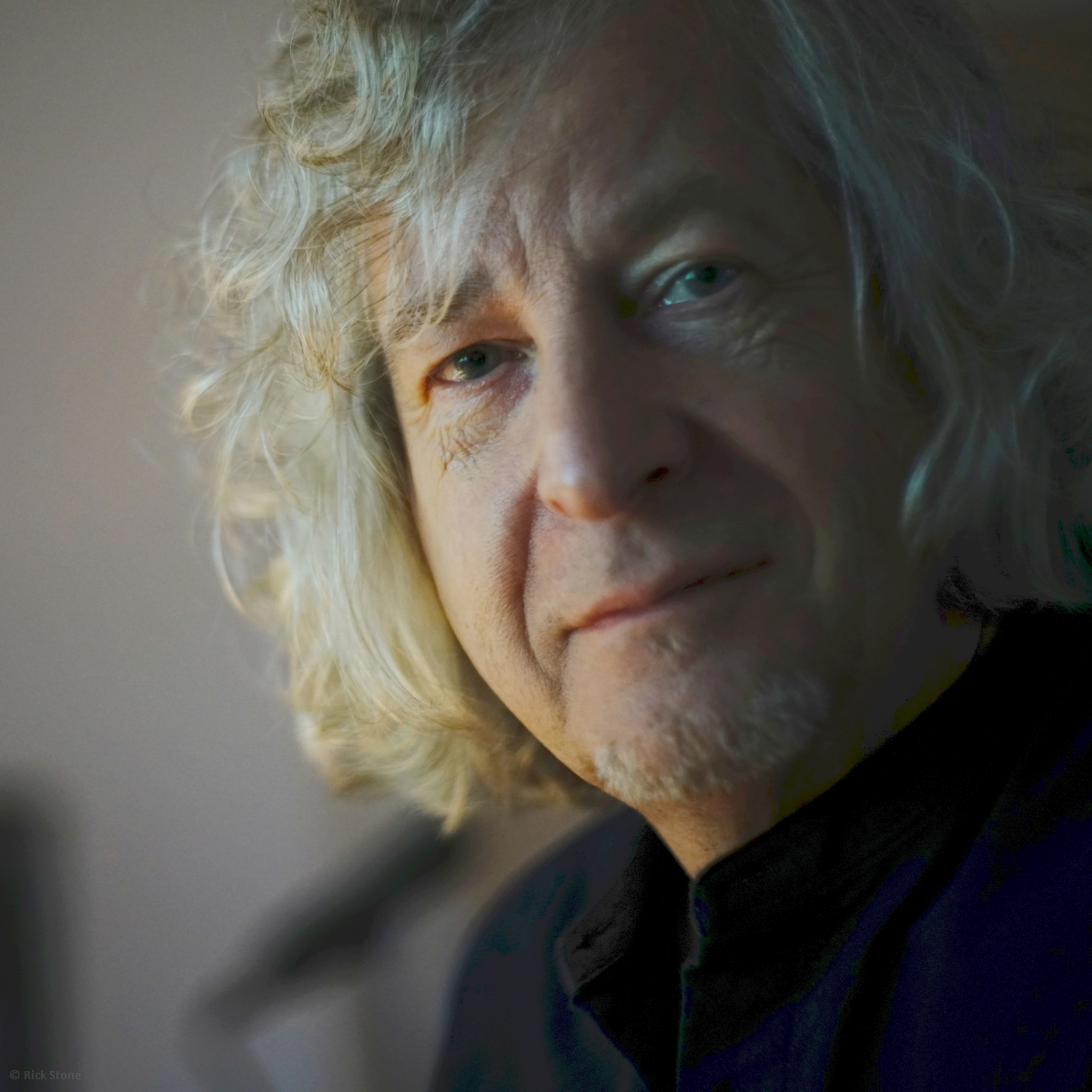
Lothar Krell

Lothar Krell (* 1955 in Eppstein/Taunus) ist ein deutscher Keyboarder, Komponist und Musikproduzent.

## Leben
Inspiriert von seinem Vater, der selbst Pianist war, wollte Lothar Krell als Kind eigentlich Dirigent werden. Um den Berufswunsch seines Sohnes zu fördern, meldete ihn Krells Vater bereits mit fünf Jahren zum Klavierunterricht an. Krells inzwischen verstorbener Lehrer, Fleury, erkannte bald das Talent seines Schützlings und animierte ihn zum Studium der Musiktheorie.
Krell, inzwischen Teenager und unter dem Einfluss der Rock- und Popmusik stehend, kam von seinem ursprünglichen Berufswunsch, Dirigent zu werden, jedoch ab und begann in Frankfurt am Main eine Lehre zum Elektroniker, die er erfolgreich abschloss. Neben seiner Lehre verdiente er sich ein Zubrot als Pianist und Keyboarder in diversen Frankfurter Bands.
Nach seiner Ausbildung wandte sich Krell jedoch wieder ausschließlich der Musik zu und avancierte zu einem gefragten Live- und Studiomusiker. Im Verlauf seiner weiteren Karriere widmete sich Krell verstärkt auch den Bereichen Komposition und Musikproduktion.
Heute lebt Krell in einem südlichen Vorort von Frankfurt am Main und ist noch immer als Musikproduzent aktiv.

### Bands
Bereits 1978 wirkte Lothar Krell als Keyboarder und Organist der Frankfurter Band Paladyn an seinem ersten Album mit. Paladyn war ein Sammelbecken von jungen Musikern aus dem Raum Frankfurt, aus dem bekannte Musiker wie Thomas Lohr (Gitarre | Hölderlin | The Beatles Revival Band) sowie die Brüder Thomas Schmitt (Keyboards | Michael Wynn Band) und Norbert Schmitt (Bass | Michael Wynn Band) hervorgingen.
Im selben Jahr bekam Krell das Angebot, bei Supermax als Live-Musiker einzusteigen. Nach drei Jahren unzähliger Live-Auftritte – wie die meisten Supermax Mitglieder jedoch ohne Aussicht, auch am Studioprojekt Supermax beteiligt zu werden – gründete Krell mit dem später zur Stammbesetzung der Peter Maffay Band gehörenden Bassisten Ken Taylor, dem in den Frankfurter Hotline Studios von Peter Hauke sozusagen zum Inventar gehörenden österreichischen Gitarristen Robby Musenbichler, dessen Schlagzeug spielenden und ebenfalls aus Österreich stammenden Jugendfreund Fritz Matzka sowie dem Sänger und Gitarristen Klaus Luley die Band Tokyo.
Trotz kommerzieller Erfolge wie dem gleichnamigen Hit Tokyo und internationaler LP-Chart Notierungen löste sich die Band bereits 1984 wieder auf, da der Sänger Klaus Luley eigene Wege mit seiner neu gegründeten Band Craaft gehen wollte. Craaft spielte 1986 u. a. im Vorprogramm von Queen auf deren Europatournee, z. B. im Budapester Nep Stadion vor über 80.000 Besuchern.
Seit 2011 ist Lothar Krell festes Mitglied einer der ältesten Artrockbands Deutschlands: Waniyetula. Nach Auftritten zwischen 2011 und 2012 wurde ein Konzeptalbum über das Atlantropa-Konzept Hermann Sörgels per Crowd-Funding finanziert und veröffentlicht.
Nachdem das Label Yesterrock die in den 80ern erschienenen Alben von Tokyo in 2012 auf CD wiederveröffentlicht hatte, gab es bereits kurz darauf auch Anfragen von Konzertveranstaltern. Die Gründungsmitglieder von Tokyo – außer dem 1992 an Leukämie verstorbenen Drummer Fritz Matzka – trafen sich daraufhin und beschlossen, die Band zumindest live wieder auferstehen zu lassen. Als Ersatz für Matzka konnte der Schlagzeuger Aaron Thier gewonnen werden. Doch trotz mehrerer erfolgversprechender Auftritte, u. a. als Support Act von Ritchie Blackmore’s RAINBOW am 12. Juni 2019 in der Münchener Olympiahalle, konnte nicht an die früheren Erfolge angeknüpft werden. Heute finden gemeinsame Auftritte nur noch bei besonderen Anlässen statt.

### Arrangeur, Komponist und Musikproduzent
Bereits seit 1982 als Studiomusiker und Arrangeur gefragt, lenkte Krell während der folgenden Jahre sein musikalisches Schaffen gezielt auf die Bereiche Studiomusik und Produktionen. 13 Jahre lang spielte er mehr als 150 Alben und diverse Singles mit unterschiedlichen Künstlern ein, darunter sämtliche Hits von Hubert Kah und Markus, einige Alben mit Edo Zanki und Ina Deter.
Begleitet war diese Phase von Live-Auftritten sowie diversen Tourneen durch ganz Europa, u. a. mit Marius Müller-Westernhagen und der nach Auflösung von Tokyo von seinem ehemaligen Bandkollegen Robby Musenbichler gegründeten Band JoJo.
1985 komponierte und arrangierte Krell den Hit Your Hearts Keep Burning! für die Band Blind Date. 1987 erhielt er die Goldene Europa als Produzent und Arrangeur für die Single Gnadenlos Erotisch der Band Hob Goblin. Der erste Auftrag für die Filmmusik des Kinofilms Singles von 1989 kam zeitgleich mit dem ersten Ausflug in die Instrumental- und Weltmusik: Sinnfonie für Amphitrite, die im selben Jahr mit riesiger Lasershow vor 35.000 Zuschauern in Mannheim uraufgeführt wurde.
Die nächsten Stationen waren nicht weniger außergewöhnlich. Ein Titel für Maggie Reilly verkaufte sich auf einem ihrer Alben 400.000-mal. Es schloss sich der Auftrag an, die Musik zur Lasershow bei den Olympischen Spielen in Barcelona zu schreiben und zu produzieren, gefolgt von Krells erstem Weltmusikkonzeptalbum Echnaton’s Return sowie zahlreichen Produktionen mit Künstlern wie Flatsch!, Tom Becker, Richard Sanderson, The Riverboys, Schweizer, Laurie Jones und Sally Oldfield.
1998 gründete er gemeinsam mit Andreas Schardt das Label Music Of One World. Die erste Single war Tony Baez’ Flamenco-Pop und kurz darauf eine R&B-Single mit Tülay. Mit dem südamerikanischen Calchaqui-Indianer Tony Osanah nahm Krell dann das erste Album Amerindia für sein eigenes Label auf.
Eine Kooperation mit dem Deutschen Handballbund und dem DSF führte zur Aufnahme von Kol el alam mit der ägyptischen Sängerin Shayma. Der Song wurde als Hymne der deutschen Handballnationalmannschaft zur WM 1999 veröffentlicht, die in Ägypten stattfand.
Nach drei Jahren Studioarbeit zog es ihn wieder auf die Bühne, zumal Krell zu dieser Zeit auch Achala, ein indisch-japanisches Projekt mit Tony Clark, abgeschlossen hatte. Es folgte ein Angebot von Mario Adorf, auf der Tournee Ciao mitzuspielen und im Anschluss daran weitere Live-Aktivitäten mit den Projekten Amerindia und Achala.
2003 produzierte Krell zum ersten Mal eine Software für Musikstudios namens Darbuka, die eine Sammlung der wichtigsten arabischen und türkischen Rhythmen repräsentiert, aufgenommen mit Meistern aus den entsprechenden Regionen. 2004 wurde er dafür mit dem Keybuy des amerikanischen Fachmagazins keyboard für das beste Produkt des Jahres ausgezeichnet.
2004 folgte die Gründung des Labels und Netzwerkes The World Music Café. Erste Produktion hierfür war Fayoum Blue, eine Mischung aus World- und Popmusik. Im Auftrag der ägyptischen Regierung schrieb Krell im Januar 2007 den Friedenssong Feel the Paradise, der dreisprachig produziert wurde.
2007 entdeckte die Gruppe Firedancer Krells Musik, und eine intensive Zusammenarbeit nahm ihren Anfang. Bei der Eröffnungszeremonie der Indian Premier League (Cricket) stand Krell im Frühjahr 2009 mit den Firedancern in Kapstadt auf der Bühne. 500 Millionen Zuschauer weltweit verfolgten die spektakuläre Performance. Später wurde die 2012 entstandene Show Firedancer in Concert aufgeführt, die vielfältige Elemente aus Feuerakrobatik, Tanz, Jonglage, Musik, Schauspiel und Varieté miteinander verband.
Nach der Veröffentlichung des italienischen Konzeptalbums Destinazione Sud des Sizilianers Domenico Rubino im Jahre 2010 entstand in Zusammenarbeit mit dem renommierten und preisgekrönten Buchverlag Gebrüder Kornmayer ein Buch, mit dem der Leser rund um die italienischen Liedertexte und die darin erzählten Geschichten die italienische Sprache erlernen und dabei viel Wissenswertes über Musik, Kulinarik und Kultur verschiedener Regionen Italiens erfahren kann.

## Diskografie (Auszüge)
Veröffentlichungsjahr: Band/Projektname : Titel : Aktivität

### Singles
- 1981: Tokyo : Tokyo : Keyboards
- 1985: Blind Date : Your Hearts Keep Burning! : Arrangement, Produktion
- 1986: Hob Goblin : Gnadenlos Erotisch : Arrangement, Produktion

### Alben
- 1978: Paladyn : Paladyn : Keyboards, Komposition
- 1981: Tokyo : Tokyo : Keyboards
- 1982: Tokyo : Fasten Seat Belts : Keyboards
- 1983: Tokyo : San : Keyboards
- 1987: Ina Deter : Ich will die Hälfte der Welt : Keyboards

### Projekte
- 1992: Musik zur Lasershow der Olympischen Spiele Barcelona : Komposition, Produktion

## Live Performance (Auszüge)
- 1977–1978: Paladyn
- 1978–1981: Supermax
- 1981–1984: Tokyo
- 2000: Tournee Ciao von Mario Adorf
- 2011–2012: Waniyetula

## Auszeichnungen
- 1987 Goldene Europa als Produzent und Arrangeur für die Single Gnadenlos Erotisch der Band Hob Goblin